# 1983.
◄ | 19. stoljeće | 20. stoljeće | 21. stoljeće | ►
◄ | 1950-ih | 1960-ih | 1970-ih | 1980-ih | 1990-ih | 2000-ih | 2010-ih | ►
◄◄ | ◄ | 1980. | 1981. | 1982. | 1983. | 1984. | 1985. | 1986. | ► | ►►
Arhitektura • Astronautika • Astronomija • Biologija • Film • Fotografija • Glazba • Kazalište • Kemija • Kiparstvo • Knjige • Književnost • Kršćanstvo • Meteorologija • Medicina • Planinarstvo • Politika • Pravo • Promet • Slikarstvo • Strip • Šport • Televizija • Znanost • Zrakoplovstvo • Željeznički promet

## Događaji
- 16. srpnja – Elvira Petrozzi u ruševnoj kući u Saluzzu utemeljila Zajednicu Cenacolo.
- 31. kolovoza – Odigrana završnica prvoga izdanja Divlje lige.
- 21. prosinca – Na Splitskom Poljudu odigrana utakmica kvalifikacija za Europsko prvenstvo u nogometu 1984. između Jugoslavije i Bugarske. Jugoslavija je pogotkom Radanovića u posljednjoj minuti osigurala pobjedu (3:2) te se tako uspjela kvalificirati. Utakmica je poznata po uzviku Mladena Delića: Pa je li to moguće, ljudi moji! Uzvik se ustalio u svakodnevnom sportskom žargonu Hrvatske.

## Rođenja

### Siječanj – ožujak
- 5. siječnja – Josip Dabro, hrvatski političar
- 11. siječnja – Adrian Sutil, njemački vozač Formule 1
- 12. siječnja – Marin Piletić, hrvatski političar
- 21. siječnja – Nera Stipičević, hrvatska glumica i pjevačica
- 25. siječnja – Ivana Brkljačić, hrvatska atletičarka (bacanje kladiva)
- 31. siječnja – Fabio Quagliarella, talijanski nogometaš
- 2. veljače – Anastasija Davidova, ruska sinkronizirana plivačica
- 25. veljače – Eduardo Alves da Silva, brazilski nogometaš
- 27. veljače – Duje Draganja, hrvatski plivač
- 1. ožujka – Stjepan Perić, hrvatski glumac
- 3. ožujka – Karol Nawrocki, poljski političar
- 9. ožujka – Maite Perroni, meksička glumica i pjevačica

### Travanj – lipanj
- 1. travnja – Matt Lanter, američki glumac
- 14. svibnja – Anahí, meksička glumica i pjevačica
- 15. svibnja – Iva Šulentić, hrvatska TV voditeljica i glumica
- 17. svibnja – Antonio Franić, hrvatski glumac
- 20. svibnja – Zvonko Bakula, hrvatski nogometaš

### Srpanj – rujan
- 1. srpnja – Roland Juhász, mađarski nogometaš
- 7. srpnja – Nevio Marasović, hrvatski redatelj i scenarist
- 6. kolovoza – Olga Bezsmertna, ukrajinska operna pjevačica
- 7. kolovoza – Christian Chavez, meksički glumac i pjevač
- 14. kolovoza – Mila Kunis, američka glumica
- 26. kolovoza – Yvonne Schnock, njemačka skijašica hrvatskog porijekla
- 28. kolovoza – Amr Fahmy, egipatski nogometni dužnosnik († 2020.)
- 28. kolovoza – Alfonso Herrera, meksički glumac i pjevač
- 14. rujna – Amy Winehouse, engleska pjevačica († 2011.)

### Listopad – prosinac
- 5. listopada – Mindaugas Nikoličius, litavski nogometni sportski direktor
- 13. listopada – Gonzalo García, španjolski nogometni trener i igrač
- 14. listopada – Lin Dan, kineski igrač badmintona
- 15. listopada – Bruno Senna, brazilski vozač Formule 1
- 21. listopada – Hrvoje Ćustić, hrvatski nogometaš († 2008.)
- 21. listopada – Amber Rose, američka glumica i model
- 23. listopada – Igor Kovač, hrvatski glumac
- 27. listopada – Mladen Brestovac, hrvatski majstor borilačkih vještina
- 27. listopada – Kıvanç Tatlıtuğ, turski glumac
- 8. studenog – Blanka Vlašić, hrvatska atletičarka
- 11. studenog – Miho Bošković, hrvatski vaterpolist
- 9. prosinca – Vinko Tadić, hrvatski povjesničar
- 17. prosinca – Sébastien Ogier, francuski reli vozač

## Smrti

### Siječanj – ožujak
- 20. siječnja – Garrincha, brazilski nogometaš (* 1933.)
- 16. veljače – Ranko Filjak, hrvatski pijanist (* 1927.)
- 25. veljače – Tennessee Williams, američki književnik (* 1911.)

### Travanj – lipanj
- 4. travnja – Gloria Swanson, američka glumica (* 1899.)
- 4. travnja – Bernard Vukas, hrvatski nogometaš (* 1927.)
- 15. travnja – Dragan Plamenac, hrvatski muzikolog i skladatelj (* 1895.)
- 24. travnja – Nejc Zaplotnik, slovenski alpinist (* 1952.)
- 30. travnja – George Balanchine, ruski baletni koreograf (* 1904.)
- 8. lipnja – Miško Kranjec, slovenski pisac (* 1908.)

### Srpanj – rujan
- 29. srpnja – Luis Buñuel, španjolski filmski redatelj (* 1900.)
- 3. srpnja – Krunoslav Draganović, hrvatski povjesničar, svećenik i politički emigrant (* 1903.)

### Listopad – prosinac
- 13. prosinca – Alexander Schmemann, ruski mislilac (* 1921.)

## Nobelova nagrada za 1983. godinu
- Fizika: Subrahmanyan Chandrasekhar i William A. Fowler
- Kemija: Henry Taube
- Fiziologija i medicina: Barbara McClintock
- Književnost: William Golding
- Mir: Lech Wałęsa
- Ekonomija: Gerard Debreu

## Vanjske poveznice
|  | Zajednički poslužitelj ima još gradiva o temi 1983. |